# Paldiski

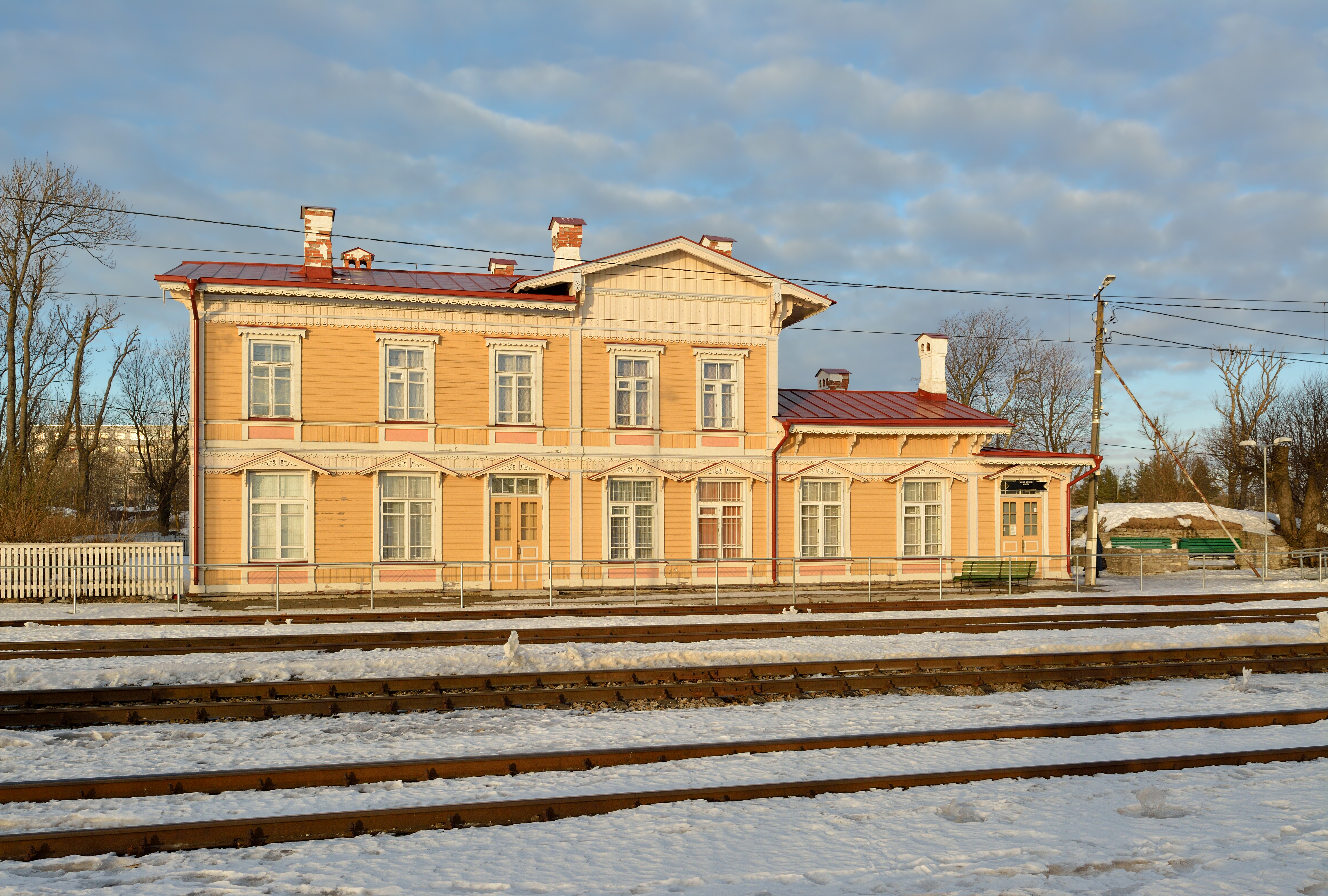

Paldiski (em estoniano:  Paldiski) é uma cidade estoniana localizada na região de Harjumaa.